# زبان سوربی پایینی
زبان سوربی پایینی یک شاخه از زبان‌های سوربی که خود شاخه‌ای از زبان‌های اسلاوی است.